# Glomeridesmus sbordoni
Glomeridesmus sbordoni är en mångfotingart som beskrevs av Shear 1973. Glomeridesmus sbordoni ingår i släktet Glomeridesmus och familjen Glomeridesmidae. Inga underarter finns listade i Catalogue of Life.